# One Breath (The X-Files)
«One Breath» es el octavo episodio de la segunda temporada de la serie de televisión estadounidense de ciencia ficción The X-Files. Se estrenó en la cadena Fox el 11 de noviembre de 1994. Fue escrito por Glen Morgan y James Wong, dirigido por R. W. Goodwin, y contó con las apariciones especiales de Melinda McGraw, Sheila Larken y Don S. Davis. El episodio ayudó a explorar la mitología general de la serie. «One Breath» obtuvo una calificación Nielsen de 9,5, siendo visto por 9,1 millones de hogares en su transmisión inicial. El episodio recibió críticas en su mayoría positivas de los críticos de televisión.
El programa se centra en los agentes especiales del FBI Fox Mulder (David Duchovny) y Dana Scully (Gillian Anderson) que trabajan en casos relacionados con lo paranormal, llamados expedientes X. En el episodio, Scully se encuentra en coma en el hospital después de su abducción en el episodio anterior «Ascension». Mulder intenta investigar qué le sucedió, pero se ve obstaculizado por un hombre que creía que era un aliado.
Anderson regresó a la serie solo unos días después de haber dado a luz, perdiéndose el episodio anterior debido a su embarazo. Morgan y Wong intentaron crear una versión del episodio anterior «Beyond the Sea», esta vez centrado en el personaje de Duchovny, Mulder. El episodio también presentó al personaje de Melissa Scully, un intento de proporcionar una pista romántica para Mulder que luego se desechó.

## Argumento

### Trasfondo
La agente especial del FBI Dana Scully (Gillian Anderson) se encuentra actualmente desaparecida, después de haber sido secuestrada por un abducido múltiple trastornado en los episodios de dos partes «Duane Barry» y «Ascension». Su compañero Fox Mulder (David Duchovny) ha continuado su trabajo sin ella, pero sigue investigando su desaparición, creyendo que fue abducida por extraterrestres. Sus investigaciones sobre abducciones similares en el pasado contaron con la ayuda de los pistoleros solitarios, un trío de teóricos de la conspiración formado por John Byers (Bruce Harwood), Melvin Frohike (Tom Braidwood) y Richard Langly (Dean Haglund).

### Eventos
La madre de Scully, Margaret (Sheila Larken) le cuenta a Mulder una historia sobre Dana disparando a una serpiente con sus hermanos cuando era niña y lamentando lo que hizo después. Ella indica que está lista para dejar ir a Dana y muestra la lápida de Scully a Mulder. Este, sin embargo, se niega a rendirse.
Scully luego aparece misteriosamente en un hospital en coma. Un Mulder fuera de control exige saber cómo llegó allí, y es escoltado por seguridad, pero luego se calma y se encuentra con el Dr. Daly (Jay Brazeau), quien revela que nadie puede averiguar cómo llegó allí o qué le pasa a ella. Él le dice a Mulder y a la Sra. Scully que ella tiene un testamento en vida que dicta que se le quite el soporte vital cuando su condición se ajuste a criterios específicos. Junto a la cama de Scully, Mulder conoce a su hermana mayor Melissa (Melinda McGraw).
Scully tiene una visión de estar sentada en un bote, atada con una cuerda a un muelle donde están Mulder y Melissa, y la enfermera Owens detrás de ellos. Frohike visita a Scully y saca a escondidas su historial médico, que los pistoleros Solitarios investigan más tarde. Byers descubre que la sangre de Scully contiene ADN ramificado que podría haberse usado para la identificación, pero ahora está inactivo y no es más que un producto de desecho venenoso en su sistema.
La misteriosa enfermera Owens visita a Scully junto a su cama, tratando de llegar a ella en su coma. Más tarde, Mulder visita a Scully mientras otra enfermera le toma sangre. Cuando se distrae, un hombre misterioso roba la muestra de sangre de Scully y sale corriendo. Mulder lo persigue hasta el estacionamiento donde se enfrenta a X, quien le exige que deje de perseguir lo que le sucedió a Scully y que la deje morir. X luego ejecuta al hombre que robó su sangre. Cuando el subdirector Walter Skinner (Mitch Pileggi) llama a Mulder a su oficina con respecto al incidente, Mulder niega cualquier participación y afirma que el fumador (William B. Davis) es responsable de lo que le sucedió a Scully. Mulder exige saber dónde está, pero Skinner se niega a decírselo.
En otra visión, Scully se acuesta en una mesa y recibe la visita de su difunto padre. Mulder, está sentado con Melissa en la cafetería del hospital cuando una mujer le pide cambio para la máquina de cigarrillos. Cuando ella dice que ya hay un paquete de Morleys y se va, Mulder lo abre y encuentra la dirección del fumador adentro. Mulder irrumpe en la casa del fumador y lo sostiene a punta de pistola, exigiendo saber por qué se llevaron a Scully en lugar de él. El fumador afirma que le gustan los dos, razón por la cual ella fue devuelta; él revela que le dijo a Skinner que fue Mulder quien le disparó al hombre en el estacionamiento, aunque él no creía que esto fuera cierto, y por cierto se revela como inconsciente de quién lo hizo, es decir, X. Le dice a Mulder que nunca sabrá la verdad si lo mata, y Mulder decide no hacerlo.
Mulder regresa a la sede del FBI y escribe una carta de renuncia que le entrega a Skinner. Skinner visita su oficina mientras Mulder está empacando sus cosas y relata una experiencia extracorporal que tuvo en Vietnam. Skinner se niega a aceptar la renuncia de Mulder y Mulder se da cuenta de que él fue quien le proporcionó la ubicación del fumador. Dirigiéndose al estacionamiento, Mulder se encuentra con X y le dice que tendrá la oportunidad de vengarse esa noche cuando los hombres, creyendo que él tiene información sobre Scully, registrarán su apartamento en un momento específico. Mulder está esperando con su arma en su apartamento cuando llega Melissa. Aunque inicialmente se niega a irse, Melissa puede convencer a Mulder de que vea a Scully. Mientras está con Scully, Mulder sostiene la mano izquierda de Scully y le habla. Al regresar a casa y encontrar su apartamento destrozado, Mulder se sienta en el suelo y llora.
Scully se despierta al día siguiente y llaman a Mulder al hospital para que la vea, donde ella indica que escuchó su voz mientras estaba en coma y le dan su collar con una cruz. Scully le dice que no recuerda nada después de haber sido secuestrada por Duane Barry. Más tarde, Scully le pregunta a una de las enfermeras si puede ver a la enfermera Owens, ya que quiere agradecerle, pero la enfermera le dice a Scully que ninguna enfermera llamada Owens ha trabajado nunca en ese hospital.

## Producción

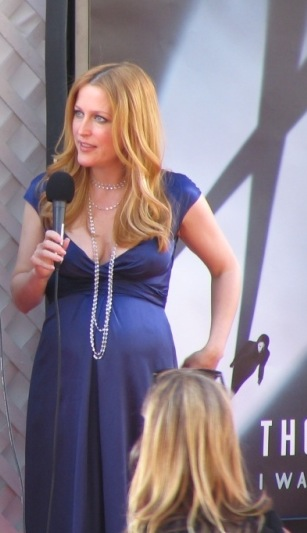
Anderson había dado a luz a su hija días antes de filmar «One Breath».

El título del episodio, «One Breath» proviene de una línea del padre de Scully cuando habla con ella durante el episodio. El personaje «The Thinker» («el pensador»), que luego aparece en persona en el episodio «Anasazi» fue nombrado en honor al fanático en línea de X-Files «DuhThinker». El episodio presenta a Melinda McGraw como la hermana de Scully, Melissa. McGraw había trabajado anteriormente con los escritores Glen Morgan y James Wong, quienes específicamente escribieron la parte pensando en ella. Se pensó en tener un interés romántico entre Mulder y Melissa, pero el concepto nunca se cumplió.
El escritor Glen Morgan dijo sobre el episodio: «Duchovny nos desafió a hacer un «Beyond the Sea» para él. El programa había sido tan oscuro y sombrío, y Jim y yo sentimos que hay un lado de lo paranormal que es muy esperanzador y quería hacer ese lado. Pensé que sería una gran oportunidad para Duchovny, pero luego surgió la situación con el embarazo de Gillian. Necesitábamos ayudarla de todos modos». En consecuencia, Gillian Anderson, quien había acaba de dar a luz a su hija Piper días antes de este episodio pasó la mayor parte del episodio en una cama de hospital.
Chris Carter describió la escena inicial, en la que Scully descubre la verdad sobre la muerte, la tristeza y el dolor, como «una forma en la que nunca hubiera imaginado un episodio de The X-Files para empezar», y que la escena relacionada con la lápida de Scully era «una apertura suave pero hermosa» que «configura el episodio de una manera aterradora». La imagen de Scully en el bote pretendía simbolizar «estar atado a algo muy tenuemente, y que existía la posibilidad de que te dejaran llevar a la deriva y te deslizaras hacia lo desconocido». Skinner frente al fumador colocó al personaje como «una figura tanto antagonista como institucional» que intenta ser un agente del FBI y un aliado de Mulder y Scully; su negativa a permitir que el fumador fume en su oficina «habla de las alianzas de Skinner y lealtades a la Agente Scully y su odio por este hombre al que no puede vencer, del que no puede deshacerse, pero tiene que tolerar».

## Recepción
«One Breath» se estrenó en la cadena Fox el 11 de noviembre de 1994. El episodio obtuvo una calificación Nielsen de 9,5 con una participación de 16, lo que significa que aproximadamente el 9,5 por ciento de todos los hogares equipados con televisión y el 16 por ciento de los hogares que miraban televisión sintonizaron el episodio. Un total de 9,1 millones de hogares vieron este episodio durante su emisión original.

### Reseñas
«One Breath» recibió críticas en su mayoría positivas de los críticos. La crítica de The Munchkyn Zone, Sarah Stegall, le dio al episodio una crítica entusiasta y lo calificó con 6 semillas de girasol de 5. Stegall dijo que el episodio «funciona en varios niveles» y lo llamó «el mejor hasta ahora». John Keegan, que escribe para Critical Myth, le dio al episodio una crítica favorable y lo calificó con un 10 de 10. Keegan dijo que «este es fácilmente uno de los mejores episodios de la serie, si no el mejor» y concluyó que es «verdaderamente un obra maestra». Nina Sordi, que escribe para Den of Geek, clasificó el episodio como el octavo mejor de la serie, calificándolo de «demasiado inolvidable». Sordi agregó que «los enfrentamientos de sparring verbal entre Mulder y la hermana igualmente luchadora de Scully, Melissa, crearon una dinámica interesante en ausencia de la perspectiva de Scully». Nick De Semlyen y James White de Empire lo nombraron el decimoquinto episodio «más grande» de la serie, considerándolo un «testimonio de la capacidad del equipo de redacción de X-Files para convertir la pérdida temporal de una de las estrellas en un episodio convincente, lleno de suspenso y valioso pieza de la mitología general». En una retrospectiva de la segunda temporada de Entertainment Weekly, el episodio recibió una calificación de B. Su «simbolismo absurdo y la presentación de la tonta hermana New Age de Scully» fueron criticadas, pero se consideró que estos elementos no impidieron que «One Breath» siga siendo una «entrega rica en capas». También se consideró que el episodio presentaba «posiblemente la mejor actuación de Duchovny». El crítico Zack Handlen de The A.V. Club aclamó «One Breath» como un episodio esencial del programa. Sintió que había un «descuido en la mitología» y que «la resolución de toda la situación del coma es débil». Sin embargo, los «momentos increíblemente conmovedores» y aspectos destacados como Mulder atacando al fumador y el discurso de Skinner sobre Vietnam lo convirtieron en un episodio «más sobre los momentos que el panorama general».
En 1996, Chris Carter declaró que «One Breath» era uno de los episodios más populares de la serie. El coguionista James Wong también disfrutó del episodio, diciendo «Realmente amo ese programa». El director R. W. Goodwin dijo sobre el episodio: «Lo que es tan inusual en “One Breath” es que tiene muy poco que ver con nuestras cosas habituales de X-Files. Se trataba más de emociones humanas, drama, relaciones».

### Premio
«One Breath» obtuvo una nominación para un premio Emmy de la Academia de Artes y Ciencias de la Televisión por Mejor Cinematografía - Serie.